# Myomyscus verreauxii
Myomyscus verreauxii es una especie de roedor de la familia Muridae.

## Distribución geográfica
Se encuentra en  Sudáfrica.

## Hábitat
Su hábitat natural son: bosques templados y vegetación de 
tipo mediterránea.